# Larten Crepsley regényes története
A Larten Crepsley Saga, avagy Larten Crepsley regényes története (eredeti címén: The Saga of Larten Crepsley) egy 4 kötetes ifjúsági regénysorozat, melynek írója Darren Shan. Larten Crepsley életének első 200 évét írja le; a Vámpír könyvek előzménye.

## Kötetek

### Gyilkos születik (Birth of a Killer)
A XVIII. század legsötétebb pillanataiban járunk, Angliában. Larten Crepsley egy koldusszegény munkáscsalád sokadik gyermeke – nincs tízéves, de már napi tizennyolc órát dolgozik iszonyatos körülmények között egy selyemgyárban. Egy nap történik valami, és a kisfiúnak menekülnie kell. Egyedül az egész világ ellen – senkire sem számíthat. Aztán megismerkedik a titokzatos Seba Nile-lal, aki egy új, lehetőségekkel teli világot mutat meg neki. Seba mellett átélheti azokat a kalandokat, amelyekről annyit álmodozott, csakhogy ehhez vámpírrá kell válnia. Vajon képes-e Larten mindörökre hátat fordítani az emberiségnek, és átlépni abba a világba, ahonnan nincs visszatérés?

### Tengernyi vér (Ocean of Blood)
Larten Crepsley és barátja, Wester Flack a vámpírkölykök csapatához csatlakoznak, miután elválnak mesterüktől, Sebától. A fiatal vámpírok vadak, nem sokra becsülik az emberi életet, és hajszolják az élvezeteket. 
A kölykök számára minden egyszerű, ám Lartennak soha semmi nem volt az. Sorsának sötét ösvényei egészen távol vezetik őt a Vámpírok Hegyétől és a vámpírszabályoktól. Az otthonától távol, egyedül és betegen kell eldöntenie, milyen vámpírrá szeretne válni: kitart-e mester elvei mellett, vagy elsüllyed a tengernyi vérben…

### A végzet szentélye (Palace of the Damned)
Larten Crepsley túlélte Grönlandi utazását és megpróbál az emberek világában elhelyezkedni. Párizsba költözik, szerelmes lesz, dolgozni kezd és vigyáz a kisgyermekre, mely árván maradt miatta. Azonban a vámpírok világa visszahívja, és ember barátai is belekeverednek az eseményekbe...

### Fivérek mindhalálig (Brothers to the Death)
Az emberi világban háború készülődik. A nácik kapcsolatba lépnek a vámpírokkal és együttműködésre várnak. Wester az ötlet mellett van és a vérszipolyok ellen szeretné felhasználni, ám Lartenben nem talál támogatóra. Azonban Alicia-t meggyilkolják, és minden a vérszipolyokra utal. Vajon mit lép Larten ezek után? Megpróbál továbbra is kimaradni az ellenségeskedésből, vagy átadja magát a bosszúnak?

## Magyarul
- Larten Crepsley Saga
  - Gyilkos születik. Larten Crepsley regényes története. Első könyv; ford. Rippel Károly; Móra, Bp., 2014
  - Tengernyi vér. Larten Crepsley regényes története. Második könyv; ford. Szűcs Teréz; Móra, Bp., 2014
  - A végzet szentélye. Larten Crepsley regényes története. Harmadik könyv; ford. Robin Edina; Móra, Bp., 2014
  - Fivérek mindhalálig. Larten Crepsley regényes története. Negyedik könyv; ford. Robin Edina; Móra, Bp., 2015

## Fordítás
- Ez a szócikk részben vagy egészben  a   The Saga of Larten Crepsley című angol Wikipédia-szócikk ezen változatának fordításán alapul.  Az eredeti cikk szerkesztőit annak laptörténete sorolja fel. Ez a jelzés csupán a megfogalmazás eredetét és a szerzői jogokat jelzi, nem szolgál a cikkben szereplő információk forrásmegjelöléseként.